# Cestrum galeottianum
Cestrum galeottianum är en potatisväxtart som beskrevs av Francey. Cestrum galeottianum ingår i släktet Cestrum och familjen potatisväxter. Inga underarter finns listade i Catalogue of Life.